# 市镇控股
市镇控股公司（法语：Holding Communal，荷兰语：Gemeentelijke Holding），是一家比利时控股公司，1996年由比利时的省政府和地方市镇政府组建，代表后者开展投资。截止2010年12月31日，市镇控股在德克夏银行持有 14.14% 股份。市镇控股还持有比利时地面中繼式無線電服务商 A.S.T.R.I.D 公司 39% 的股份。
据报道，德克夏银行比利时分行曾向市镇控股提供了12亿欧元贷款，而这些资金中先后有60%被用于购入德克夏银行股份。